# Employee of the Month (2006)
Employee of the Month is een komedie die op 19 april 2006 in première is gegaan. In de hoofdrol speelt de jonge Dane Cook en de zangeres Jessica Simpson.

## Verhaal
Zack is een doodgewone rekkenvuller in een supermarkt. De titel "Werknemer van de maand" wordt elke maand opnieuw gewonnen door kassamedewerker Vince, maar Zack doet geen poging dit te veranderen. Tot op de dag dat er een bloedmooie nieuwe werkneemster aangenomen wordt, waarvan gezegd wordt dat ze naar bed wil gaan met de werknemer van de maand. Zack en Vince willen allebei koste wat kost werknemer van de maand worden om een streepje voor te hebben bij deze vrouw, en daarvoor zijn ze tot alles in staat...

## Rolverdeling
| Acteur            | Personage |
| ----------------- | --------- |
| Dane Cook         | Zack      |
| Jessica Simpson   | Amy       |
| Dax Shepard       | Vince     |
| Efren Ramirez     | Jorge     |
| Andy Dick         | Lon       |
| Tim Bagley        | Glen Gary |
| Brian George      | Iqbal     |
| Marcello Thedford | Semi      |
| Danny Woodburn    | Glen Ross |